# Перси Джексон (серия фильмов)
«Перси Джексон» (англ. Percy Jackson), также известна как «Перси Джексон и Олимпийцы» (англ. Percy Jackson & the Olympians) — серия фильмов, основанная на литературном цикле Рика Риордана «Перси Джексон и Олимпийцы» и состоящая из двух картин. 1492 Pictures отвечала за создание обоих фильмов, а 20th Century Fox занималась их дистрибуцией в прокате. Премьера первого фильма — «Перси Джексон и Похититель молний» — от режиссёра Криса Коламбуса состоялась 12 февраля 2010 года. Релиз второй части — «Перси Джексон и Море чудовищ» —, которую срежиссировал Тор Фройденталь, изначально должен был состояться в марте 2013 года, однако, в конечном итоге, фильм вышел в прокат 7 августа 2013 года. Создатели киносерии планировали экранизировать все пять книг из цикла Риордана и завершили вторую часть клиффхэнгером, однако, из-за низких кассовых сборов и негативной критики в сторону обеих картин, они отменили производство сиквелов. Итоговые сборы серии фильмов составили $ 428,7 млн.
Фильмы повествуют о приключениях молодого полубога Перси Джексона и его друзей из «Лагеря полукровок». В первом фильме Перси отправляется на поиски молний Зевса, чтобы освободить свою мать из Подземного мира и очистить собственное имя от обвинений. Во втором фильме Перси предстоит вернуть легендарное Золотое руно из Моря чудовищ, также известного как Бермудский треугольник, чтобы защитить лагерь от сил тьмы.

## Фильмы

### «Перси Джексон и Похититель молний» (2010)
В июне 2004 года 20th Century Fox приобрела права на экранизацию одноимённой книги. В апреле 2007 года стало известно, что режиссёром фильма выступит Крис Коламбус. Съёмки картины начались в апреле 2009 года в Ванкувере. Релиз «Похитителя молний» состоялся 12 февраля 2010 года. Несмотря на смешанный приём у критиков, фильм заработал в мировом прокате около $ 227 млн при производственном бюджете в $ 95 млн. По сюжету, 16-летний Перси Джексон узнаёт, что он является сыном древнегреческого бога морей Посейдона, после чего молодой человек попадает в «Лагерь полукровок», где тренируются другие полубоги. Когда маму Перси похищает Аид, а другие боги обвиняют Перси в краже молний Зевса, тот отправляется на поиски похищенной реликвии в сопровождении дочери Афины Аннабет Чейз и сатира Гроувера Ундервуда, чтобы спасти мать и найти настоящего вора.

### «Перси Джексон и Море чудовищ» (2013)
В октябре 2011 года 20th Century Fox анонсировала производство киноадаптации второй книги цикла «Перси Джексон и Олимпийцы». Премьера фильма состоялась 7 августа 2013 года, а его итоговые сборы составили более $ 202 млн. По сюжету, Перси Джексон знакомится со своим сводным братом, циклопом Тайсоном, и, в сопровождении старых и новых друзей отправляется на поиски Золотого руна в Море чудовищ, чтобы исцелить волшебное дерево, которое защищает их лагерь от тёмных сил. 

## Актёры и персонажи
| Персонаж                        | Фильм                      | Фильм                           |
| Персонаж                        | «Похититель молний» (2010) | «Море чудовищ» (2013)           |
| Основные персонажи              | Основные персонажи         | Основные персонажи              |
| ------------------------------- | -------------------------- | ------------------------------- |
| Перси Джексон                   | Логан Лерман               | Логан Лерман                    |
| Аннабет Чейз                    | Александра Даддарио        | Александра ДаддариоАлиша Ньютон |
| Гроувер Ундервуд                | Брэндон Ти Джексон         | Брэндон Ти ДжексонБьорн Йервуд  |
| Лука Кастеллан                  | Джейк Абель                | Джейк АбельСэмюэл Браун         |
| Мистер Браннан / Хирон          | Пирс Броснан               | Энтони Хэд                      |
| Тайсон                          |                            | Дуглас Смит                     |
| Боги и титаны                   |                            |                                 |
| Зевс                            | Шон Бин                    | Шон Бин (сцена вырезана)        |
| Посейдон                        | Кевин Маккидд              | Упоминается                     |
| Аид                             | Стив Куган                 | Упоминается                     |
| Гера                            | Эрика Серра                |                                 |
| Афина                           | Мелина Канакаредес         | Упоминается                     |
| Гермес                          | Дилан Нил                  | Нейтан Филлион                  |
| Деметра                         | Стефани фон Пфеттен        |                                 |
| Аполлон                         | Дмитрий Леккос             |                                 |
| Артемида                        | Она Грауэр                 |                                 |
| Мистер Д / Дионис               | Люк Камиллери              | Стэнли Туччи                    |
| Арес                            | Рэй Уинстон                | Упоминается                     |
| Афродита                        | Серинда Суон               | Упоминается                     |
| Гефест                          | Конрад Коутс               |                                 |
| Персефона                       | Розарио Доусон             |                                 |
| Кронос                          | Упоминается                | Роберт Неппер                   |
| Полубоги из «Лагеря полукровок» |                            |                                 |
| Кларисса Ла Ру                  |                            | Левен Рамбин                    |
| Крис Родригес                   |                            | Грей Деймон                     |

## Съёмочная группа
| Фильм               | Режиссёр        | Продюсер                                                       | Сценарист       | Композитор      | Оператор         |
| ------------------- | --------------- | -------------------------------------------------------------- | --------------- | --------------- | ---------------- |
| «Похититель молний» | Крис Коламбус   | Карен Розенфельт, Крис Коламбус, Майкл Барнатан, Марк Рэдклифф | Крэйг Титли     | Кристоф Бек     | Стивен Голдблатт |
| «Море чудовищ»      | Тор Фройденталь | Карен Розенфельт, Майкл Барнатан                               | Марк Гуггенхайм | Эндрю Локингтон | Шелли Джонсон    |

## Восприятие
Автор литературного цикла «Перси Джексон и Олимпийцы» Рик Риордан упоминал в многочисленных интервью, что никогда не смотрел фильмы от Fox, чтобы они не повлияли на его восприятие персонажей. В марте 2016 года Риордан написал письмо, в котором обратился к учителям с просьбой не показывать эти фильмы ученикам во время уроков. Многие рецензенты критиковали обе картины за плохую адаптацию исходного материала, в частности «Море чудовищ» из-за перемешивания событий второй и пятой книг. В 2018 году Риордан рассказал в личном блоге, насколько ограниченным было его участие в производстве фильмов, а также обнародовал некоторые электронные письма к их создателям с замечаниями и предложениями.

### Кассовые сборы
| Фильм               | Дата релиза     | Кассовые сборы   | Кассовые сборы | Кассовые сборы | Место по сборам    | Место по сборам | Бюджет       | Источник |
| Фильм               | Дата релиза     | Северная Америка | Другие страны  | Мировые        | В Северной Америке | В мире          | Бюджет       | Источник |
| ------------------- | --------------- | ---------------- | -------------- | -------------- | ------------------ | --------------- | ------------ | -------- |
| «Похититель молний» | 12 февраля 2010 | $88,768,303      | $137,728,906   | $226,497,209   | #651               | #495            | $95,000,000  | [ 13 ]   |
| «Море чудовищ»      | 7 августа 2013  | $68,519,879      | $133,728,197   | $202,247,751   | #937               | #581            | $90,000,000  | [ 14 ]   |
| Итог                |                 | $157,288,182     | $271,456,667   | $428,744,970   |                    |                 | $185,000,000 |          |

### Критика
| Фильм               | Rotten Tomatoes    | Metacritic       | CinemaScore |
| ------------------- | ------------------ | ---------------- | ----------- |
| «Похититель молний» | 49% (150 рецензий) | 47 (31 рецензия) | B+          |
| «Море чудовищ»      | 42% (118 рецензий) | 39 (35 рецензий) | B+          |